# Brad Maloney
Brad Maloney (Sídney, Australia, 19 de enero de 1972) es un exfutbolista y entrenador de fútbol de Australia que jugaba en la posición de centrocampista y actualmente es el entrenador de Australia sub-17.

## Carrera

### Club
| Periodo   | Club               | Apariciones | Goles |
| --------- | ------------------ | ----------- | ----- |
| 1990-1991 | APIA Leichhardt    | 25          | 2     |
| 1991-1993 | Newcastle Breakers | 40          | 8     |
| 1993-1995 | Sydney Olympic     | 37          | 7     |
| 1995-2000 | Marconi FC         | 143         | 47    |
| 1995      | → Guangzhou Apollo | 1           | 0     |
| 2000-2002 | Perth Glory        | 41          | 13    |
| 2002-2003 | Parramatta Power   | 23          | 5     |
| 2003–2004 | Marconi FC         | 19          | 7     |

### Selección nacional
Estuvo en el proceso de selecciones nacionales a partir de la categoría sub-20, donde llegó a participar en los Juegos Olímpicos de Barcelona 1992 donde terminó en cuarto lugar. Jugó con Australia en seis ocasiones de 1998 a 2000 y anotó dos goles; fue finalista de la Copa de las Naciones de la OFC 1998.

### Entrenador
| Periodo   | Club             |
| --------- | ---------------- |
| 2019-2021 | Malasia sub-19   |
| 2021-2022 | Malasia sub-23   |
| 2022-     | Australia sub-17 |